# اوتسوکی فومیهیکو
اوتسوکی فومیهیکو (به ژاپنی: 大槻文彦) (زادهٔ ۱۵ اکتبر ۱۸۴۷ - درگذشتهٔ ۱۷ فوریه ۱۹۲۸) فرهنگ‌نویس، زبان‌شناس و مورخ ژاپنی بود.